# Canton de Vitry-en-Artois
Le canton de Vitry-en-Artois est une ancienne division administrative française située dans le département du Pas-de-Calais et la région Nord-Pas-de-Calais.

## Géographie

Le Canton de Vitry-en-Artois dans l'arrondissement d'Arras

Ce canton est organisé autour de Vitry-en-Artois dans l'arrondissement d'Arras. Son altitude varie de 25 m (Brebières) à 113 m (Monchy-le-Preux) pour une altitude moyenne de 57 m.

## Représentation

### conseillers généraux de 1833 à 2015
| Période | Période          | Identité                            | Étiquette           | Qualité                                                                                       |
| ------- | ---------------- | ----------------------------------- | ------------------- | --------------------------------------------------------------------------------------------- |
| 1833    | 1843             | Antoine Norman                      |                     | Juge de paix à Vitry-en-Artois                                                                |
| 1843    | 1864             | Léon Wartelle, Baron d'Herlincourt  | Majorité dynastique | Propriétaire, maire d'Eterpigny Député (1846-1848 et 1852-1866)                               |
| 1864    | 1883 (démission) | Louis Florent-Lefebvre              | Centre gauche       | Avocat - Propriétaire, maire de Monchy-le-Preux Député (1876-1877 et 1881-1885)               |
| 1883    | 1886             | Théodore Pilat                      | Droite              | Propriétaire à Brebières                                                                      |
| 1886    | 1913 (décès)     | André Evrard                        | Républicain         | Maire de Corbehem                                                                             |
| 1913    | 1928             | Jules Evrard (fils du précédent)    | RG                  | Maire de Corbehem                                                                             |
| 1928    | 1940             | Arthur Détrez                       | Rad.                | Vétérinaire Maire de Vitry-en-Artois (1921 → 1935)                                            |
|         |                  |                                     |                     |                                                                                               |
| 1943    | 1945             | Joseph Boulangé (1878-1954)         | ?                   | Exploitant agricole Maire de Hendecourt-lès-Cagnicourt Nommé conseiller départemental en 1943 |
|         |                  |                                     |                     |                                                                                               |
| 1945    | 1967             | Maurice Grossemy (1897-1975)        | SFIO                | Boucher Maire de Brebières (1945 → 1965)                                                      |
| 1967    | 1979             | Louis Stienne (1909-1989)           | PCF                 | Ouvrier papetier Maire de Vitry-en-Artois (1945 → 1947) et (1969 → 1981)                      |
| 1979    | 2015             | Martial Stienne (fils du précédent) | PCF                 | Ouvrier menuisier Maire de Vitry-en-Artois (1983 → 1989)                                      |

### Conseillers d'arrondissement (de 1833 à 1940)
| Période         | Période      | Identité                             | Étiquette   | Qualité |
| --------------- | ------------ | ------------------------------------ | ----------- | --- |
| 1833            | 1851 (décès) | Auguste Joseph Mazy père (1777-1851) |             | Propriétaire cultivateur, Cagnicourt                                                                        |
|                 |              |                                      |             | |
|                 | 1885 (décès) | Auguste Mazy fils (1814-1885)        |             | Propriétaire cultivateur, maire de Cagnicourt                                                               |
| 1885            | 1906 (décès) | Florimond Lefebvre (1831-1906)       | Républicain | Brasseur, maire d'Étaing                                                                                    |
| 1907            | 1925         | Alphonse-Théodore Drancourt (1854-?) | Républicain | Épicier, maire de Vis-en-Artois                                                                             |
| 1925            | 1928         | Arthur Détrez                        | Rad.        | Vétérinaire, maire de Vitry-en-Artois (1923-1935)                                                           |
| 3 décembre 1928 | 1940         | Paul Décaudin (1880-1962)            | Rad.        | Maire de Vis-en-Artois                                                                                      |
| 1940            |              |                                      |             | Les conseils d'arrondissement ont été suspendus par la loi du 12 octobre 1940 et n'ont jamais été réactivés |

## Composition
Le canton de Vitry-en-Artois groupe 28 communes et compte 27 216 habitants (recensement de 2006 population municipale).
| Communes                  | Population (2012) | Code postal | Code Insee |
| ------------------------- | ----------------- | ----------- | ---------- |
| Bellonne                  | 260               | 62490       | 62106      |
| Biache-Saint-Vaast        | 3 789             | 62118       | 62128      |
| Boiry-Notre-Dame          | 434               | 62156       | 62145      |
| Brebières                 | 4 878             | 62117       | 62173      |
| Cagnicourt                | 395               | 62182       | 62192      |
| Corbehem                  | 2 224             | 62112       | 62240      |
| Dury                      | 339               | 62156       | 62280      |
| Étaing                    | 416               | 62156       | 62317      |
| Éterpigny                 | 213               | 62156       | 62319      |
| Fresnes-lès-Montauban     | 469               | 62490       | 62355      |
| Gouy-sous-Bellonne        | 1 222             | 62112       | 62383      |
| Hamblain-les-Prés         | 484               | 62118       | 62405      |
| Haucourt                  | 214               | 62156       | 62414      |
| Hendecourt-lès-Cagnicourt | 317               | 62182       | 62424      |
| Monchy-le-Preux           | 550               | 62118       | 62582      |
| Noyelles-sous-Bellonne    | 710               | 62490       | 62627      |
| Pelves                    | 718               | 62118       | 62650      |
| Plouvain                  | 491               | 62118       | 62660      |
| Récourt                   | 230               | 62860       | 62697      |
| Rémy                      | 246               | 62156       | 62703      |
| Riencourt-lès-Cagnicourt  | 267               | 62182       | 62709      |
| Rœux                      | 1 379             | 62118       | 62718      |
| Sailly-en-Ostrevent       | 671               | 62490       | 62734      |
| Saudemont                 | 426               | 62860       | 62782      |
| Tortequesne               | 713               | 62490       | 62825      |
| Villers-lès-Cagnicourt    | 220               | 62182       | 62858      |
| Vis-en-Artois             | 556               | 62156       | 62864      |
| Vitry-en-Artois           | 4 385             | 62490       | 62865      |

## Démographie
| 1962   | 1968   | 1975   | 1982   | 1990   | 1999   | 2006   | 2011   | 2012   |
| ------ | ------ | ------ | ------ | ------ | ------ | ------ | ------ | ------ |
| 21 303 | 22 883 | 25 174 | 25 707 | 27 112 | 26 863 | 27 216 | 28 188 | 28 479 |